# تشيسووتر (كورنوال)
تشيسووتر (بالإنجليزية: Chacewater)‏ هي قرية وأبرشية مدنية تقع في المملكة المتحدة في إنجلترا. يقدر عدد سكانها بـ 1,580 نسمة .